# Lucian Dan Teodorovici
Lucian Dan Teodorovici (ur. 17 czerwca 1975) – rumuński pisarz, reżyser teatralny, scenarzysta filmowy i telewizyjny.
W latach 2002–2006 pracował jako redaktor w wydawnictwie Polirom. Jest dyrektorem Muzeum Literatury i Międzynarodowego Festiwalu Literatury i Przekładu w Jassach, współpracuje z tygodnikiem Suplimentul de cultură. Napisał scenariusz do serialu telewizyjnego Animal Planet Show oraz kilka scenariuszy do filmów fabularnych i krótkometrażowych. Reżyserował sztuki w Teatrze Narodowym w Jassach. Jego książki wydano w jedenastu krajach.
Jego proza Wyprawa po gęsi (rozdział z powieści Inne historie miłosne) pojawiła się w antologii najlepszej prozy europejskiej Best European Fiction 2011. W 2015 został nominowany do Literackiej Nagrody Europy Środkowej „Angelus” i zdobył nagrodę Czytelników im. Natalii Gorbaniewskiej.

## Dzieła wydane po polsku
- Matei Brunul. Radosława Janowska-Lascar (tłum.). Amaltea, 2014. ISBN 978-83-934672-2-8. Brak numerów stron w książce
- Inne historie miłosne. Radosława Janowska-Lascar (tłum.). Amaltea, 2018. ISBN 978-83-65989-01-7. Brak numerów stron w książce